# Clash Royale
Clash Royale (hrv. Kraljevski sukob) besplatna je strategijska videoigra razvijena od tvrtke Supercell. 
Igra kombinira elemente sakupljanja igraćih karata, obranu dvorca, i MOA (engl. Multiplayer online battle arena). 
Obavljena je 2. ožujka 2016. godine. Clash Royale ostvario je prihod od milijarde dolara za manje od godinu dana nakon objave.

## Pregled igre
Clash Royale igra je za 2 ili 4 igrača u kojoj je cilj rušenje dvoraca. Rušenjem glavnoga dvorca dolazi do rušenja svih ostalih. Da bi igrač srušio dvorac, trebao bi "stvoriti" neku od karata. Prije nego što uđe u bitku, mora odabrati svoju postavu u koju treba ići 8 igraćih karata. U igri ima ukupno 107 igraćih karata, međutim igrač započne igru samo sa 6. Ostale karte mora sakupiti na nekoliko načina poput otvaranja škrinja ili kupovanja karata u digitalnoj trgovini. Kupovanje karata plaća se digitalnim resursima zlata i smaragda, koji se također mogu dobiti u škrinjama, a zlato se još može kupiti i smaragdima, dok se smaragdi jedino mogu kupiti pravim novcem. Kad se dobivaju karte u škrinjama, određene se karte češće ili rjeđe dobiju. To određuje njihova rijetkost. Karte dolaze u pet vrsta rijetkosti: česta, rijetka, epska, legendarna i šampionska. Karte koje se dobiju dijele se u tri vrste: trupe, građevine i čaranja.